# Gruppo di NGC 1832
Il Gruppo di NGC 1832 comprende almeno cinque galassie situate nella costellazione della Lepre.

## Descrizione
La distanza media tra il centro di massa di questo gruppo e la nostra Via Lattea è di circa 96 milioni di anni luce (29,5 Mpc).

## Membri
Nella tabella sottostante sono riportati i cinque membri del gruppo elencati da Garcia nel suo articolo del 1993.
| Nome        | Classificazione | Tipo                        | RA (J2000.0)  | DEC (J2000.0) | Velocità radiale (km/s) | Magnitudine apparente | Distanza (Mpc) | Dimensioni (kal) |
| ----------- | --------------- | --------------------------- | ------------- | ------------- | ----------------------- | --------------------- | -------------- | ---------------- |
| MCG -3-14-1 | SB(s)m          | Spirale barrata magellanica | 05h 07m 46.9s | -16° 17′ 37″  | 2039 ± 2                | 12,71                 | 30,2 ± 2,1     | 57               |
| MGC -3-14-4 | S?              | Spirale                     | 05h 08m 42.6s | -16° 57′ 45″  | 2018 ± 4                | 14,1451               | 29,9 ± 2,1     | 38               |
| MGC -2-14-2 | SB(s)dm?        | Spirale barrata magellanica | 05h 10m 04.5s | -14° 56′ 47″  | 1970 ± 4                | 14,2530               | 29,2 ± 2,0     | 36               |
| MGC -2-14-4 | SAB(rs)cd       | Spirale intermedia          | 05h 11m 40.9s | -14° 47′ 22″  | 1979 ± 6                | 11,97                 | 29,4 ± 2,1     | 87               |
| NGC 1832    | SB(r)bc         | Spirale barrata             | 05h 12m 03.3s | -15° 41′ 16″  | 1939 ± 5                | 11,3                  | 28,8 ± 2,0     | 62               |

Il sito DeepskyLog permette di trovare agevolmente le costellazioni in cui sono situate le galassie; in alternativa si possono utilizzare le coordinate delle galassie per individuarle. Se non altrimenti indicato, le coordinate sono quelle fornite dal sito NASA/IPAC (National Aeronautics and Space Administration / Infrared Processing and Analysis Center).